# Darija Jurak Schreiber
Darija Jurak (født 5. april 1984 i Zagreb) er en kroatisk professionel tennisspiller. Hun blev professionel i 2000 og spiller både single og double, men det er i damedouble, hun har haft størst succes, og her har hun vundet 5 WTA- og 39 ITF-turneringer samt nået 27.-pladsen på verdensranglisten. I single har hun vundet fem sejre, alle i ITF-regi.